# Rychlostní silnice na Slovensku

Dálnice a rychlostní silnice na Slovensku
v provozu
ve výstavbě
plánované

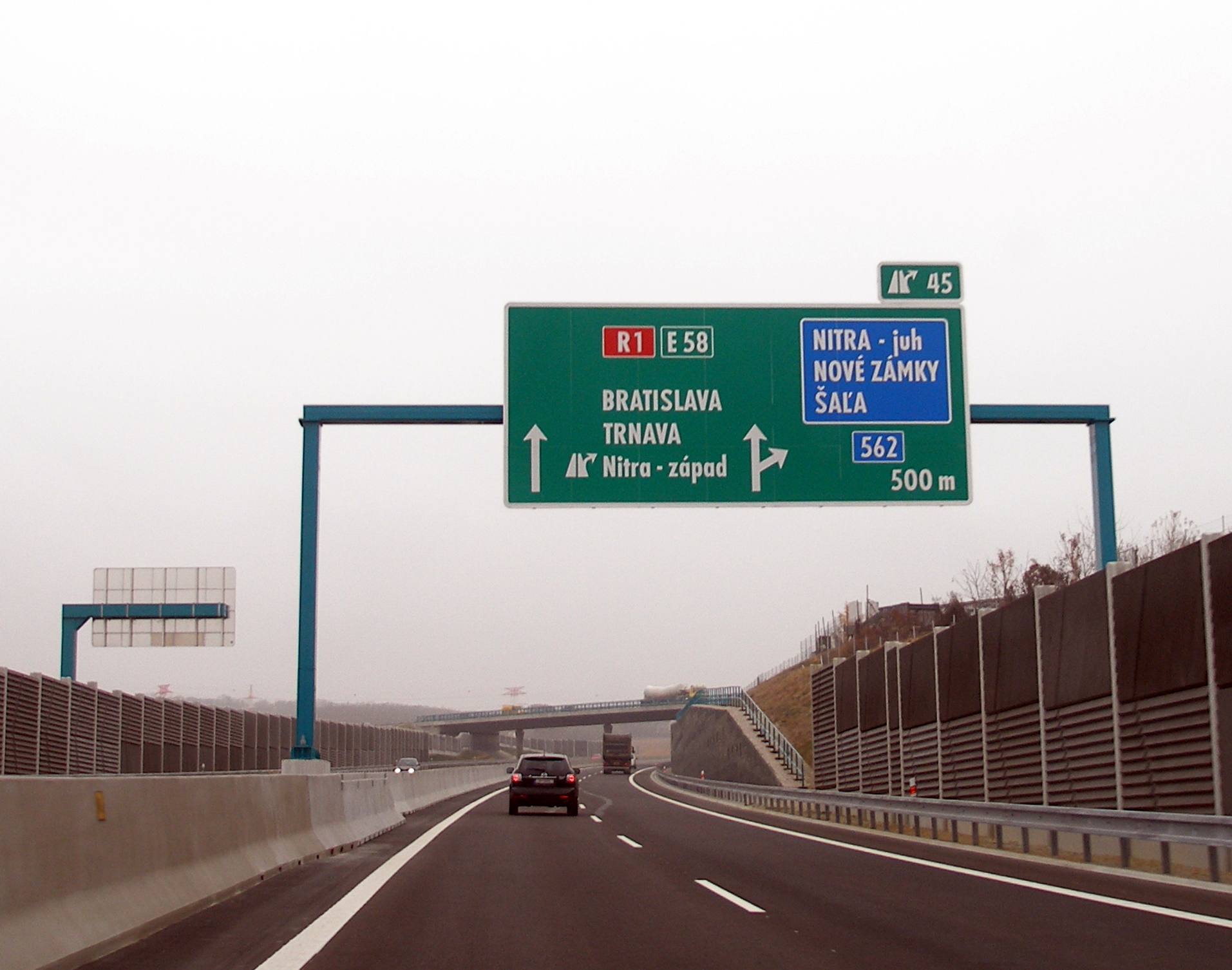
Rychlostní silnice R1, obchvat Nitry

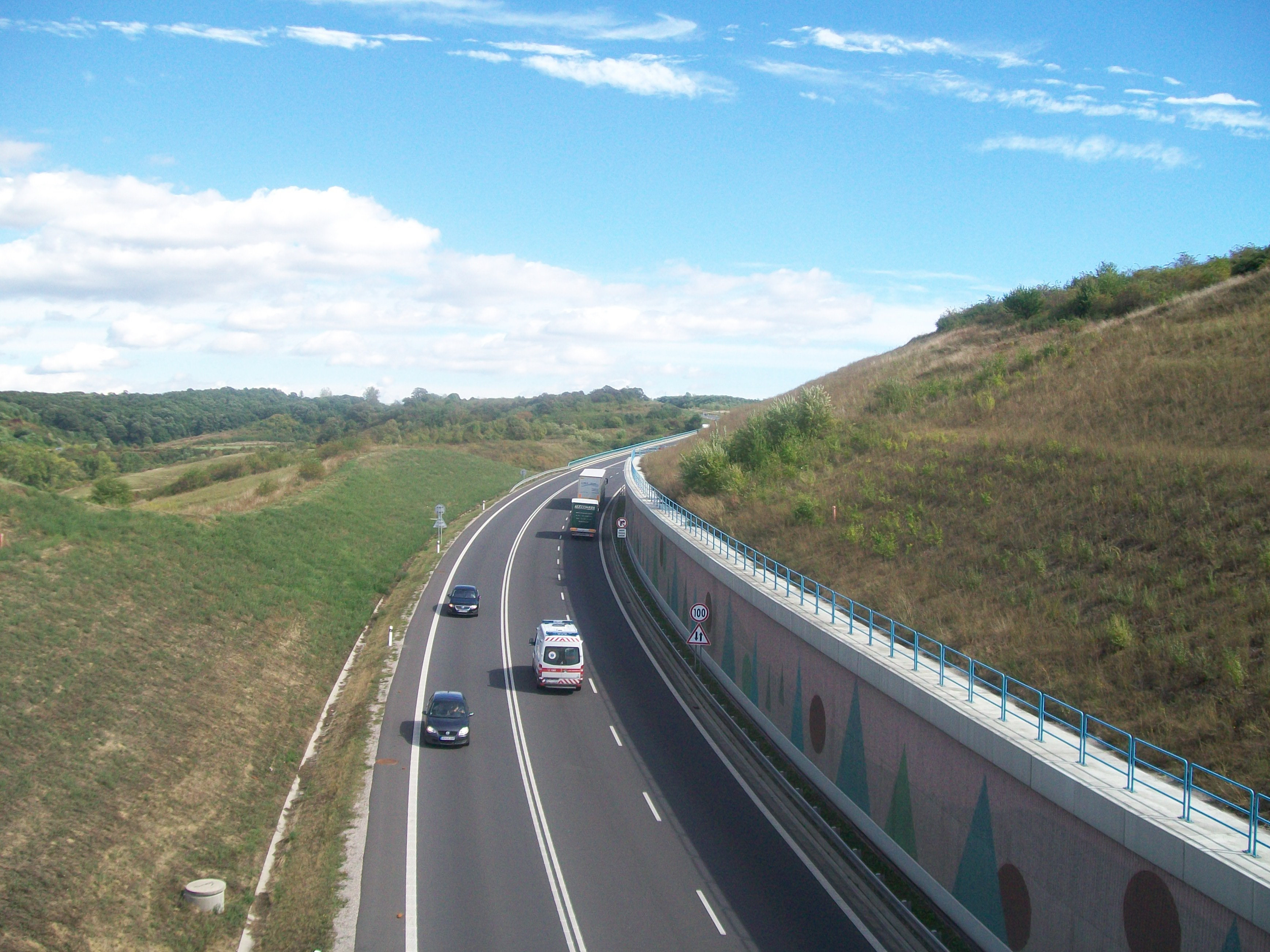
Rychlostní silnice R2 u Ožďan

Rychlostní silnice na Slovensku jsou (shodně jako dříve v Česku) označovány písmenem R, což je počáteční písmeno slovního spojení rýchlostná cesta. Od dálnic se liší povoleným podélným sklonem a poloměrem směrových oblouků, jak je tomu obdobně i v České republice.

## Seznam rychlostních silnic
| Číslo | Evropská silnice        | Trasa            | Trasa                                      | Trasa      | Konečná délka (km) | V provozu | V provozu | Ve výstavbě (km) | Mapa |
| Číslo | Evropská silnice        | Z                | Přes                                       | Do         | Konečná délka (km) | (km)      | %         | Ve výstavbě (km) | Mapa |
| ----- | ----------------------- | ---------------- | ------------------------------------------ | ---------- | ------------------ | --------- | --------- | ---------------- | ---- |
| R1    | E58 · E77 · E571        | Trnava           | Nitra – Zvolen – Banská Bystrica           | Ružomberok | 270,94             | 178,71    | 66%       | 0                |      |
| R2    | E58 · E77 · E571 · E572 | Trenčín          | Prievidza – Zvolen – Lučenec               | Košice     | 337,28             | 59,61     | 18%       | 13,50            |      |
| R3    | E58 · E77 · E572        | Trstená          | Martin – Žiar nad Hronom                   | Šahy       | 184,67             | 16,82     | 9%        | 0                |      |
| R4    | E50 · E58 · E71 · E371  | Vyšný Komárnik   | Svidník – Prešov – Košice                  | Milhosť    | 99,40              | 18,75     | 19%       | 4,30             |      |
| R5    | E75                     | Svrčinovec       |                                            | Svrčinovec | 1,71               | 0         | 0%        | 0                |      |
| R6    |                         | Lysá pod Makytou | Púchov                                     | Beluša     | 30,55              | 7,55      | 25%       | 0                |      |
| R7    | E575                    | Bratislava       | Dunajská Streda – Nové Zámky – Veľký Krtíš | Lučenec    | 219,81             | 32        | 16%       | 0,8              |      |
| R8    |                         | Hradište         | Topoľčany                                  | Nitra      | 54,89              | 0         | 0%        | 0                |      |
|       |                         |                  |                                            |            | 1199,25            | 281,44    | 23%       | 49,92            |      |